# Prenomi bretoni
Questa è una lista di prenomi bretoni.

## A
- Aaron
- Adolf
- Adrian
- Agata
- Alan
- Alar
- Alberzh
- Aleksandr
- Aleksiz
- Alfoñs
- Alwena
- Ambroaz
- Andrev
- Anjela
- Anjelika
- Anna
- Anton
- Antoneta
- Aodren
- Aogust
- Aogustin,
- Aorelian
- Aosten
- Aouregan
- Argantael
- Arsen
- Arzhel
- Arzhur
- Aziliz
- Awena

## B
- Baldoen
- Barba
- Barnabaz
- Bartrez
- Bastian
- Beatris
- Beltram
- Benead
- Benoni
- Berc'hed
- Bernez
- Berta
- Bertele
- Bili
- Bleaz
- Bleuñven
- Brec'hed
- Brendan
- Brieg
- Budig

## C
- Charlez
- Charlota
- Cherlamen

## D
- Dafne
- Dafnis
- Daniel
- Denez
- Derc'hen
- Dider
- Divi
- Dominig
- Donasian

## E
- Edern
- Edmont
- Edouarzh
- Efflamm
- Elena,  Lena
- Eliaz
- Elibouban
- Eliza,  Liza
- Elizea
- Emanuel
- Emil
- Emilia
- Ennog
- Enogad
- Enora
- Enori
- Eozen
- Erell
- Ergad
- Erwan
- Ester
- Eva

## F
- Fantig
- Fañch
- Ferdinant
- Fernant
- Filipa
- Filomena
- Fragan
- Frañsez, Fañch, Soaig
- Frañseza, Fantig, Seza, Soaz
- Frederig
- Fulup

## G
- Gabriel, Biel,
- Gaoter
- Garan
- Gedeon
- Gireg
- Glaoda
- Glaodina
- Goneri
- Gregor
- Guntiern
- Gurvan,  Gurwant
- Gustav
- Gwegen
- Gweltaz
- Gwenn
- Gwennael, Gwenhael, Gwenaël
- Gwenc'hlan
- Gwendal
- Gwennole, Nol
- Gwenvael
- Gwereg
- Gwezhenneg
- Gwiomarc'h
- Gwivarc'h

## H
- Hawiz
- Hegareg
- Henori
- Herri
- Herve
- Hoel
- Huon

## I
- Iduned
- Ivona
- Iwan
- Izabel

## J
- Jafrez
- Janed
- Janig
- Jakez
- Janed
- Jelvestr
- Jenovefa
- Jermen
- Jili
- Jord
- Jozeb, 
  - Jos, Job,
- Juluan

## K
- Kadiou
- Kaourantin[1]
- Karadeg
- Karanteg
- Kast
- Katell
- Kenan
- Kentigern
- Kireg §, Gireg
- Klaoda
- Klemañs
- Klervi
- Konan
- Koneg
- Kongar
- Konvelen
- Koupaia
- Kristoc'h, Kristof, Kristol

## L
- Laouenan
- Laorañs
- Lena,  Elena,
- Leon
- Leri
- Levenez
- Lila
- Liza,  Eliza,
- Loaven
- Loeiz
- Loeiza
- Lom
- Lukaz
- Lukian
- Lupita
- Luner
- Lusia
- Lusian
- Lusiana

## M
- Madalen
- Maloù
- Maodez
- Marc'harid
- Mari
- Maria
- Mari Anna, Marianna
- Mari Janig, Marjan,
- Mari Madalen
- Mark
- Marzhin
- Marzhina
- Masimilian
- Matelin
- Mazhev,
- Meriadeg
- Meven
- Mevena
- Michela, Mikaela
- Mikael
- Molv
- Mona
- Moran
- Morgan
- Morgann
- Morvan
- Morwenna

## N
- Nazer
- Nerin
- Nikolaz
- Ninnog,  Ninog
- Nolwenn
- Nonn

## O
- Oanez
- Olier
- Omnes
- Onenn

## P
- Padrig
- Paol
- Paola
- Pêr, Pier, Pipi,

## R
- Raoul
- Richarzh
- Riwal
- Ronan
- Roparz, Roparzh, Roperzh.
- Rozenn

## S
- Salaun
- Sebastian
- Servan
- Soazig
- Stefan
- Sterenn
- Suzana

## T
- Tangi,
- Tekla
- Teodor
- Teofil
- Tepot
- Tereza
- Tifenn
- Tobiaz
- Tomaz
- Treveur
- Trifina
- Trestan, Tristan, Tristana
- Trifina
- Tual, Tudwal, Tugdual
- Tudeg
- Tudful
- Tudno,  Tuno
- Tudi
- Tujan
- Tumed
- Tuniav
- Turiav

## U
- Ulises
- Urban
- Uriell, Uriella
- Urien
- Urloù
- Ursula

## V
- Viktor
- Virjinia
- Visant
- Volantin

## Y
- Yagu
- Yann
- Yaoua
- Yestin
- Yezekael
- Yona
- Youenn
- Yulid
- Yuna